# Pictolejeunea reginae
Pictolejeunea reginae là một loài Rêu trong họ Lejeuneaceae. Loài này được Ilkiu-Borges mô tả khoa học đầu tiên năm 2002.